# Viktor Alekseyevich Zubkov
Viktor Alekseyevich Zubkov (tiếng Nga: Ви́ктор Алексе́евич Зубко́в; sinh ngày 15 tháng 9 năm 1941, Sverdlovsk Oblast, Liên xô) là một chính trị gia và doanh nhân Nga, ông từng là Thủ tướng Nga từ tháng 9 năm 2007 đến tháng 5 năm 2008. Ông từng là một nhà điều tra tội phạm tài chính cho tới ngày 12 tháng 9 năm 2007, khi ông được Tổng thống Vladimir Putin chỉ định thay thế Mikhail Fradkov, người từ chức vào ngày hôm trước đó. Việc chỉ định được Duma Quốc gia thông qua ngày 14 tháng 9 năm 2007. Ngày 7 tháng 5 năm 2008 nội các của Zubkov tự động giải tán. Quá trình này, tiếp theo sự xuất hiện của một Tổng thống Nga mới là việc làm theo quy định của hiến pháp Nga. Sau khi Putin trở thành Thủ tướng, Zubkov được chỉ định làm Phó thủ tướng thứ nhất.
Zubkov cũng là Chủ tịch hiện nay của ban giám đốc Gazprom, công ty lớn nhất Nga và là một trong các công ty dầu mỏ và khí đốt lớn nhất thế giới.

## Tiểu sự và sự nghiệp
Viktor Alekseyevich Zubkov sinh tại làng Arbat, vùng Sverdlovsk, từng là thợ lắp máy và thợ mỏ tại Sverdlovsk. Năm 1965 ông tốt nghiệp kỹ sư kinh tế tại Đại học Nông nghiệp Leningrad. Từ 1967 đến 1985 ông làm việc tại các nông trang hợp tác tại Leningrad.
Cuối thập niên 1980, đầu 1990 ông là cộng sự của Vladimir Vladimirovich Putin trong chính quyền thành phố Sankt-Peterburg. Ông làm phó chủ tịch Ủy ban quan hệ đối ngoại Tòa thị chính Sankt-Peterburg từ 1992 đến 1993. Từ 1993 đến 2000, Zubkov làm việc tại Cơ quan Thuế Liên bang và Bộ Thuế vụ. Năm 1999, ông được bổ nhiệm làm Thứ trưởng Bộ Thuế vụ. Năm 2001, ông làm Giám đốc Cơ quan Giám sát Tài chính Liên bang (RFM).
Ngày 12 tháng 9 năm 2007, sau khi giải tán toàn bộ Chính phủ, Tổng thống Nga Putin đề cử Viktor Zubkov vào chức vụ Thủ tướng Nga thay cho Mikhail Yefimovich Fradkov. Ngày 14 tháng 9 năm 2007, Duma Nga đã chính thức phê chuẩn ông vào cương vị thủ tướng. Đến ngày 7 tháng 5 năm 2008, Putin lên thay. Ông lại được Putin chọn làm Phó Thủ tướng thứ nhất.

## Gia đình
Ông đã kết hôn và có một con gái.
Cha - Aleksey Andreevich Zubkov (sinh ngày 27 tháng 2 (12 tháng 3), năm 1914, làng Martynovka, nay là quận thành phố Safakulevsky của vùng Kurgan, bị Ban chấp hành quận Yalano-Kataysky của vùng Ural kết án năm 1930 theo nghị quyết của Hội đồng Nhân dân và Ban Chấp hành Trung ương ngày 01/02/1930 năm "Về các biện pháp tăng cường tái thiết xã hội chủ nghĩa đối với nông nghiệp trong các lĩnh vực tập thể hóa hoàn toàn và chống lại bọn kulak" để trục xuất khỏi quận Kirovsky của Murmansk quận của vùng Leningrad. Được phục hồi vào ngày 14 tháng 10 năm 1992 bởi Ban Giám đốc Nội vụ Vùng Murmansk.
Mẹ - Anastasia Alexandrovna Zubkova.
- Chị - Tamara Alekseevna Zubkova (sinh năm 1944), có chồng là Vladimir Timoshkov.
- Anh em trai - Alexander Alekseevich Zubkov, trợ lý phòng thí nghiệm tia X tại bệnh viện thành phố Monchegorsk, vùng Murmansk.
- Anh em trai - Nikolai Alekseevich Zubkov.

Viktor Zubkov đã kết hôn.
- Vợ - Zoya Mikhailovna (sinh ra ở vùng Novgorod), tốt nghiệp Học viện Nông nghiệp Leningrad, chủ công ty Nefertiti Salon.
- Con gái của Yulia Pokhlebenina (sinh 1970). Tốt nghiệp Học viện Tài chính và Kinh tế. Chủ sở hữu câu lạc bộ thể dục dưới nước Parus ở St. Petersburg. C
- Cả hai đều có thu nhập hàng triệu đô la  .
  - Người chồng đầu tiên của Yulia Pokhlebenina là Nikolai Gennadievich Pokhlebenin, con trai của cựu bí thư thứ nhất Ủy ban thành phố Priozersk của CPSU Gennady Alekseevich Pokhlebenin, có quan hệ mật thiết với Viktor Zubkov. Yulia Zubkova cùng với người chồng đầu tiên đã thành lập Công ty Cổ phần Sever. Cô quản lý câu lạc bộ thể hình dưới nước "Parus".
    - Cháu gái lớn của Viktor Zubkov, Anastasia Pokhlebenina, sinh năm 1993, vào Đại học bang St. Petersburg và học tại Khoa Luật. Hiện nay là giám đốc nhà hàng .

  - Người chồng thứ hai của Yulia, là doanh nhân St. Petersburg Anatoly Eduardovich Serdyukov, người sau này lập nghiệp trong cơ cấu của Cơ quan Thuế Liên bang Nga và là Bộ trưởng Bộ Quốc phòng Liên bang Nga năm 2007-2012.
    - Cháu gái út Natalia Anatolievna Serdyukova đang là học sinh.